# Histoire de l'Arménie médiévale
L'histoire de l'Arménie médiévale s'étend de la conversion du pays au christianisme à la période ottomane.

## Conversion au christianisme

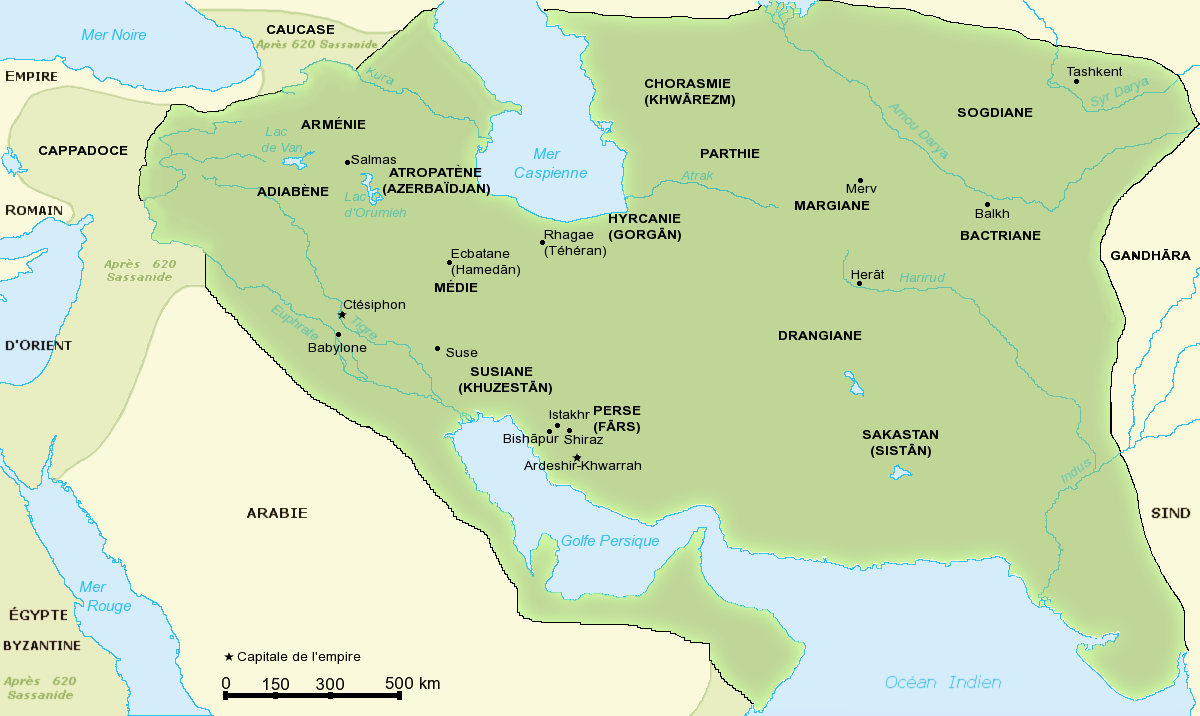
L'empire des Sassanides.

L'Arménie devint alors un royaume vassal de l'Empire sassanide qui y implanta son administration centralisée et, sans doute, sa religion d'État qui était le mazdéisme zoroastrien. Elle demeura ainsi jusqu'en 287, quand Tiridate, le dernier des Arsacides, revint de trente-cinq ans d'exil dans les fourgons des Romains et fut rétabli sur le trône d'Arménie par Dioclétien. Une nouvelle offensive romaine conduite dix ans plus tard par Galère et Dioclétien, avec l'appui des Arméniens de Tiridate, contraignit le roi des rois sassanide Narsès à capituler (paix de Nisibe).
Dans un premier temps, son successeur Tiridate IV s'employa sans doute à asseoir son autorité, en luttant notamment contre les Églises, le clergé mazdéen qui pouvait à bon droit passer pour un relais des Sassanides, mais aussi contre les chrétiens qui gagnaient en influence sous la conduite de leur chef spirituel, l'évêque Grégoire, dit Grégoire l'Illuminateur. Cette politique de persécution des religions organisées était en conformité avec celle de ses protecteurs romains qui avaient légiféré contre les manichéens et s'apprêtaient à le faire contre les chrétiens.
Mais Tiridate IV se ravisa, sans doute pour éviter à son régime somme toute fragile d'être regardé comme une marionnette des Romains, dans un pays où près de quarante ans de domination perse avait fait évoluer les mentalités. En 301, au moment même où Dioclétien et ses collègues déclenchent dans leur empire la pire persécution antichrétienne de l'histoire, Tiridate et sa famille se convertissent au christianisme et font de cette religion la religion d'État du royaume, sur le modèle de l'Empire perse qui avait le mazdéisme comme religion d'État.
L'Arménie devenait ainsi le premier État chrétien de l'Histoire. Ce bouleversement assurait à Tiridate le soutien d'une bonne partie de la population et de l'aristocratie, mais surtout fondait une nouvelle identité arménienne, bien distincte des Romains païens et des Sassanides mazdéens. La bénédiction de l'évêque Grégoire conférait désormais à Tiridate une nouvelle légitimité : roi par la grâce de Dieu plutôt que par celle de l'empereur romain, il avait moins besoin désormais de mettre en avant ses origines arsacides, ce qui le rendait plus acceptable par les Perses sassanides.

## L'Arménie, entre les Byzantins et les Sassanides
Ces arrière-pensées politiques et la nécessité stratégique de maintenir autant que possible des relations équilibrées entre les deux géants romain et perse ont renforcé le caractère national de l'Église d'Arménie. Tiridate IV et ses successeurs ont maintenu pendant la première moitié du IVe siècle des relations étroites avec les Romains, mais même quand ces derniers sont passés eux aussi au christianisme, l'Arménie chrétienne a maintenu sa spécificité et ne s'est pas alignée sur le césaropapisme en vigueur sous Constantin et son successeur Constance II.
Ainsi, l'Église arménienne est dirigée par un catholicos (patriarche) non pas élu comme chez les Romains mais héréditaire. À Grégoire l'Illuminateur succédèrent au patriarcat ses fils Aristakès Ier et Vertanès Ier, puis son petit-fils Houssik Ier et son arrière-petit-fils Nersès Ier.
L'Arménie resta très liée politiquement à l'Empire romain. Selon Moïse de Khorène, c'est Constance II qui nomma roi Khosrov le Petit, fils de Tiridate, à la demande du catholicos Vertanès, de l'assemblée des évêques et des nobles d'Arménie. Khosrov le Petit chercha toutefois à s'entendre avec les Perses et, à sa mort, le catholicos dut une nouvelle fois demander l'appui explicite de l'empereur romain pour introniser Tigrane VII, fils de Khosrov, alors que les Perses tentaient un retour offensif pour assujettir à nouveau le royaume.
Sous Tigrane VII, les relations se tendent entre le roi et le catholicos. Houssik, fils et successeur de Vertanès, est martyrisé avec l'évêque Daniel. Les Perses profitent de ces dissensions et de l'échec de l'expédition romaine de Julien contre eux en 363 pour reprendre un temps le contrôle de l'Arménie. Mais la dynastie arsacide est rétablie, tandis que l'Église d'Arménie se renforce : en 365 un concile des évêques arméniens est réuni à Artachat par le catholicos Nersès pour fixer les règles de l'Église nationale.
En 368, le roi des rois sassanide Chapour II fait occuper la Géorgie et l'Arménie sans que les Romains puissent réagir efficacement. Finalement, un accord est trouvé sous Théodose en 384 : la partie occidentale du royaume devient une province romaine nommée Armenia Minor, et la partie orientale un royaume vassal des Sassanides. Quand en 428 une révolte de la noblesse locale renverse le roi Artaxias IV, le Sassanide Bahram V installe un gouverneur à sa place, mettant ainsi fin à l'existence du royaume d'Arménie qui avait été fondé en 190 av. J.-C.
C'est à cette époque, sous le catholicos Sahak Ier, que le clerc Mesrop crée l'alphabet arménien, adapté à cette langue, qui devient ainsi une véritable langue liturgique et une langue de culture. Il traduit les Écritures en arménien, renforçant de ce fait l'identité chrétienne de la nation. On en voit l'effet vers 450, lorsque le Sassanide Yezdegerd II tente vainement de réintroduire le mazdéisme dans le pays.

## L'Arménie, entre les Byzantins et les musulmans

L'Arménie vers l'an mil, sous les Bagratides.

## Les Arméniens en Cilicie
Le royaume arménien de Cilicie fut créé sur la base d'un premier État arménien englobant la Cilicie et une partie de l'Euphratèse par une famille d'origine royale à la suite de l'invasion de la Grande-Arménie par les Turcs seldjoukides pendant le Moyen Âge. Il se trouvait dans le sud-est de la Turquie actuelle, dans la région de Cilicie. Le royaume fut indépendant avec quelques intermittences de 1078 à 1375.

### La Cilicie byzantine
La Cilicie fut conquise sur les Arabes par l'empereur byzantin Nicéphore II Phocas vers 965. Il en chassa les musulmans et incita les chrétiens de Syrie et d'Arménie à s'y installer. L'immigration arménienne formée de paysans-soldats s'accrut avec l'annexion officielle de la Grande-Arménie par l'Empire byzantin en 1045. En 1051, La conquête par les Turcs seldjoukides 19 ans plus tard entraîna deux nouvelles vagues d'immigration. Les Arméniens migrèrent aussi depuis la Cilicie vers les régions montagneuses du Nord de la Syrie et de la Mésopotamie.

Royaume arménien de Cilicie.

### Bases de la puissance arménienne en Cilicie
L'État byzantin, voulant protéger sa frontière Sud en contact, depuis le VIIIe siècle, avec le Califat arabe, a dans une politique délibérée, organisé des transferts de populations arméniennes de Grande-Arménie vers la Syrie du Nord. Cette politique, de transfert et d'implantation de paysans soldats, est particulièrement importante au Xe siècle. L’avancée des Turcs seldjoukides en Grande-Arménie (prise d’Ani en 1064) pousse une nouvelle fois de nombreux Arméniens à l'exil, notamment des nobles arméniens et une partie du clergé. Il va se constituer, vers 1080, une principauté qui est nominalement sous autorité byzantine, mais effectivement indépendante. Elle rassemble les territoires allant du Taurus à Malatya, avec les villes d’Édesse et d’Antioche sous l’autorité d'un général arméno-byzantin, Philaretos Brakhamios. Cette principauté va, sous la pression des Seldjoukides, se fractionner, donnant naissance à plusieurs principautés indépendantes.
Les principales villes et places fortes du royaume étaient le port de Korikos, Lampron, Partzerpert, Vahka (la moderne Feke), Hromgla, Tarse, Anazarbe, Til Hamdoun, Mamistra (la moderne Misis, Yakapinar depuis les années 1960 connue dans l'Antiquité sous le nom de Mopsueste), Adana et le port de Ayas (Aias).
À la fin du XIe siècle, il y a six importantes principautés dans cette région :
- Lampron (aujourd'hui Camliyayla) et Babaron (Candir Kale), situés à l'extrémité sud des Portes ciliciennes, étaient contrôlées par le général arméno-byzantin Oshin, le fondateur de l'importante dynastie des Hétoumides.
- Au Nord-Est était la principauté de Constantin Ier, le fils du prince Roupen Ier. Son pouvoir était basé sur les forteresses de Partzapert et Vahka.
- Plus au Nord-Est, et en dehors de la Cilicie, était la principauté de Marach (moderne Kahramanmaraş). Elle était gouvernée par Tatoul, un officier byzantin.
- À l'Est de Marash, l'Arménien Gogh Vasil tenait la forteresse de Raban (moderne Altınaşkale) et Kaissoun en tant que vassal des Saljukides.
- Dans le Haut Euphrate, Gabriel tenait la principauté de Malatya (Mélitène). Il était un des officiers de Philarète. Lui aussi était sous vassalité seldjoukide.
- Enfin, Édesse contrôlée par Thoros, un autre officier de Philarète, et beau-fils de Gabriel de Malatya.

### La Première Croisade et la principauté roupénide

Le royaume d'Arménie et les autres États autour de l'Empire byzantin, en 1265.

Avec la Première croisade, les Arméniens de Cilicie gagnent de puissants alliés parmi les croisés. Grâce à leur aide, la menace turque s'éloigne, mais les Principautés franques d'Édesse et d'Antioche sont des voisins agités et souvent encombrants. Les Arméniens et les croisés seront tantôt alliés, tantôt rivaux pour les deux siècles suivants.
Une forme de gouvernement centralisé émerge dans la région avec l'avènement des princes Roupénides. Durant le XIIe siècle, ils combattent les Byzantins pour la domination de la région. Le prince Léon I d'Arménie est battu en 1137 par l'empereur Jean II Comnène. Il est emprisonné avec plusieurs membres de sa famille. Il meurt trois ans plus tard. Son fils et successeur, Thoros II d'Arménie, qui avait été lui aussi emprisonné, réussit à s'échapper en 1141. Il rentre en Cilicie mener le combat contre les Byzantins. Au début il sort vainqueur, mais en 1158, il rend hommage à l'empereur Manuel Ier Comnène.
Les princes roupénides continuent de diriger la Cilicie.

### Le royaume d'Arménie
En 1198 le prince roupénide Léon II réussit à assurer sa couronne, devenant le premier roi arménien en Cilicie. La couronne passa ensuite à la dynastie rivale des Héthoumides avec la fille de Léon Zabel et son second mariage avec le prince Héthoum. Leurs descendants dirigèrent la Cilicie jusqu'au meurtre de Léon V en 1341, quand son cousin Guy de Lusignan fut élu roi.
La chute de Sis en avril 1375 mit un point final au royaume : son dernier roi, Léon VI, mourut en exil à Paris en 1393 (son cercueil se trouve dans la basilique Saint-Denis près de Paris). Le titre de roi d'Arménie fut réclamé par son cousin, Jacques Ier de Chypre, qui unit ainsi nominalement les titres de roi de Chypre, de Jérusalem et d'Arménie.

## L'Arménie entre les Ottomans et les Séfévides
La Grande-Arménie, de son côté, est ravagée par les conquérants : les Mongols au XIIe siècle (d’à peu près 1237 à 1279), Tamerlan au XIVe siècle. À partir de la fin du XVe siècle, elle devient le champ de bataille de l'Empire ottoman et de l'Empire perse des Séfévides. Une frontière définitive ne sera fixée qu'en 1639. Ces interminables guerres entraînent l'appauvrissement du pays et l'émigration ou l'expulsion de nombreux habitants. La société arménienne se modifie profondément. L'ancienne noblesse arménienne est décapitée et ses terres distribuées aux timariotes ottomans ; les paysans exploités quittent leurs terres et on assiste à la création d'une société urbaine de marchands arméniens, installés jusqu'à Constantinople. La religion est le dernier refuge du sentiment national arménien : les sultans ottomans créent un patriarcat arménien de Constantinople, qu'ils placent à la tête du « millet arménien » (nation arménienne). Dans la partie perse, Chah Abbas déporte plusieurs dizaines de milliers d'Arméniens vers la Nouvelle-Djoulfa, près d'Ispahan (1604).